# هووارد کلمتسن
هووارد کلمتسن (انگلیسی: Håvard Klemetsen؛ زادهٔ ۵ ژانویهٔ ۱۹۷۹) اسکی‌باز اهل نروژ بود.